# Lionstorm
Lionstorm (gestileerd LIONSTORM) is een Nederlands rapduo bestaande uit Vuige Muis en Skerrie Sterrie. Lionstorm is de eerste Nederlandse queer rapgroep.
Naast muzikanten zijn Vuige en van Skerrie ook fotografen en ontwerpen ze designkleding. Hun imago draait om popcultuur en de vertegenwoordiging van homoseksualiteit daarbinnen. Hun clownesque, absurdistische en agressieve stijl roept ongemak op die reflecteert hoe homoseksuele liefde (en met name homoseksuele seks) vaak wordt ontvangen door hetero's. Ze hebben samengewerkt met onder andere Merol, Patta, Neenah en Josephine Zwaan. In 2020 trad Lionstorm op tijdens Eurosonic Noorderslag. In 2022 stond Lionstorm onder andere in de Melkweg en op WOO HAH!.
Lionstorm is onderdeel van Spotify’s ‘Unlike Any Other campaign’.